# 나가노 쇼키
나가노 쇼키(일본어: 長野 星輝, 2002년 5월 22일~)는 일본의 축구 선수이다.

## 구단 경력
그는 2021년 J3리그의 후쿠시마 유나이티드 FC에 입단했다. 2024년까지 86경기에 출전하여, 11득점을 넣었다.